# Baška (Repubblica Ceca)
Baška (in tedesco Baschka) è un comune della Repubblica Ceca facente parte del distretto di Frýdek-Místek, nella regione della Moravia-Slesia.